# Priekopa
Priekopa est un village de Slovaquie situé dans la région de Košice.

## Histoire
Première mention écrite du village en 1418
.

## Démographie

### Évolution de la population
| Année:               | 1994. | 2004.    | 2014.   | 2024.   |
| -------------------- | ----- | -------- | ------- | ------- |
| Nombre de personnes: | 258   | 300      | 292     | 278     |
| Différence:          |       | +16,27 % | -2,66 % | -4,79 % |

| Année:               | 2023. | 2024.   |
| -------------------- | ----- | ------- |
| Nombre de personnes: | 277   | 278     |
| Différence:          |       | +0,36 % |

## Politique
| Nom           | Parti politique | Date de l'élection | Fin du mandat |
| ------------- | --------------- | ------------------ | ------------- |
| Peter Sekerák | SMER            | 02.12.2006         | Déc. 2010     |

## Personnalités liées à la communauté
- Adolf Scherer (1938-2023), joueur de football tchécoslovaque.